# Eupithecia transcanadata
Eupithecia transcanadata är en fjärilsart som beskrevs av Mackay 1951. Eupithecia transcanadata ingår i släktet Eupithecia och familjen mätare. Inga underarter finns listade i Catalogue of Life.